# Kōsaku Yamada
Kōsaku Yamada (jap. 山田 耕筰 Yamada Kōsaku), także Kôsçak Yamada (ur. 9 czerwca 1886 Tokio, zm. 29 grudnia 1965 tamże) – japoński kompozytor i dyrygent.

## Życiorys
W latach 1904−1908 studiował w Cesarskiej Akademii Muzycznej w Tokio, gdzie jego nauczycielami byli Tamaki Shibata (śpiew) i Heinrich Werkmeister (wiolonczela i teoria). Od 1908 do 1913 roku uczył się w Hochschule für Musik w Berlinie u Maxa Brucha i Karla Leopolda Wolfa. Po powrocie do Japonii założył w 1915 roku w Tokio pierwszą profesjonalną orkiestrę symfoniczną. W latach 1917−1919 koncertował w Stanach Zjednoczonych, występując z Filharmonikami Nowojorskimi. W 1920 roku założył japońskie stowarzyszenie muzyki dramatycznej (Nihon Gakugeki Kyōkai). Odbywał podróże koncertowe po Japonii, prezentując dzieła Wagnera i Debussy’ego. W 1922 roku wspólnie z poetą Hakushū Kitaharą założył czasopismo Shi to ongaku. W 1930 i 1933 roku odbył tournée po ZSRR, a w 1937 roku po krajach europejskich.
Odznaczony Legią Honorową (1936), Nagrodą Asahi (1941), Medalem Honoru z błękitną wstęgą (1954) i Orderem Kultury (1956). Od 1942 roku członek Japońskiej Akademii Sztuki (Nihon Geijutsu-in).

## Twórczość
W muzyce Yamady widoczny jest wpływ twórczości Richarda Straussa i Richarda Wagnera. W pieśniach nawiązywał do dorobku Schuberta i Schumanna. W swoich utworach wokalnych podkreślał za pomocą rytmiki i melodyki intonację języka japońskiego. Znaczna część dorobku kompozytora przepadła w nalocie na Tokio w dniu 25 maja 1945 roku.

## Ważniejsze kompozycje
(na podstawie materiałów źródłowych)

### Utwory orkiestrowe
- symfonia Kachidoki to heiwa (1912)
- poemat symfoniczny Kurai to (1913)
- poemat symfoniczny Madara no hana (1913)
- Nihon kumikyoku (1915)
- poemat symfoniczny Shōwa sanka (1938)
- poemat symfoniczny Kamikaze (1944)

### Utwory kameralne
- Romanze na wiolonczelę i fortepian (1909)
- Kon’in no hibiki na kwintet fortepianowy (1913)
- Ireikyoku na kwartet smyczkowy i organy (1925)

### Utwory fortepianowe
- Sie und er (1914)
- Petit-poèmes (1915−1917)
- suita Kodomo to ottan (1916)

### Pieśni na głos i fortepian
- An die Geliebte (1915)
- Uta (1916)
- Funo-uta (1920)
- Machibōke (1923)
- Aka tonbo (1927)
- Akikaze no uta (1938)
- Heiwa o tataeru mittsu no uta (1951)

### Utwory wokalne
- Meiji shōka na chór i orkiestrę (1921)
- kantata Chikai no hoshi (1908)
- kantata Bonno-Koru (1932)
- kantata Tairiku no reimei (1941)
- kantata Tenrikyō sanshōfu (1956)

### Opery
- Alladine et Palomides (1913)
- Ochitaru tennyo (1912, wyst. Tokio 1929)
- Ayame (wyst. Paryż 1931)
- Kurofune (1939)
- Yoake (1939, wyst. Tokio 1940)
- Hsiang Fei (1946−1947, wyst. Tokio 1954)

### Poematy choreograficzne
- Maria Magdalena (1916)
- Yajin sōzō (1922)